# Saint-Méry
Saint-Méry är en kommun i departementet Seine-et-Marne i regionen Île-de-France i norra Frankrike. Kommunen ligger i kantonen Mormant som tillhör arrondissementet Melun. År 2022 hade Saint-Méry 333 invånare.

## Befolkningsutveckling
Antalet invånare i kommunen Saint-Méry
| Referens: INSEE |